# Fil de Litz

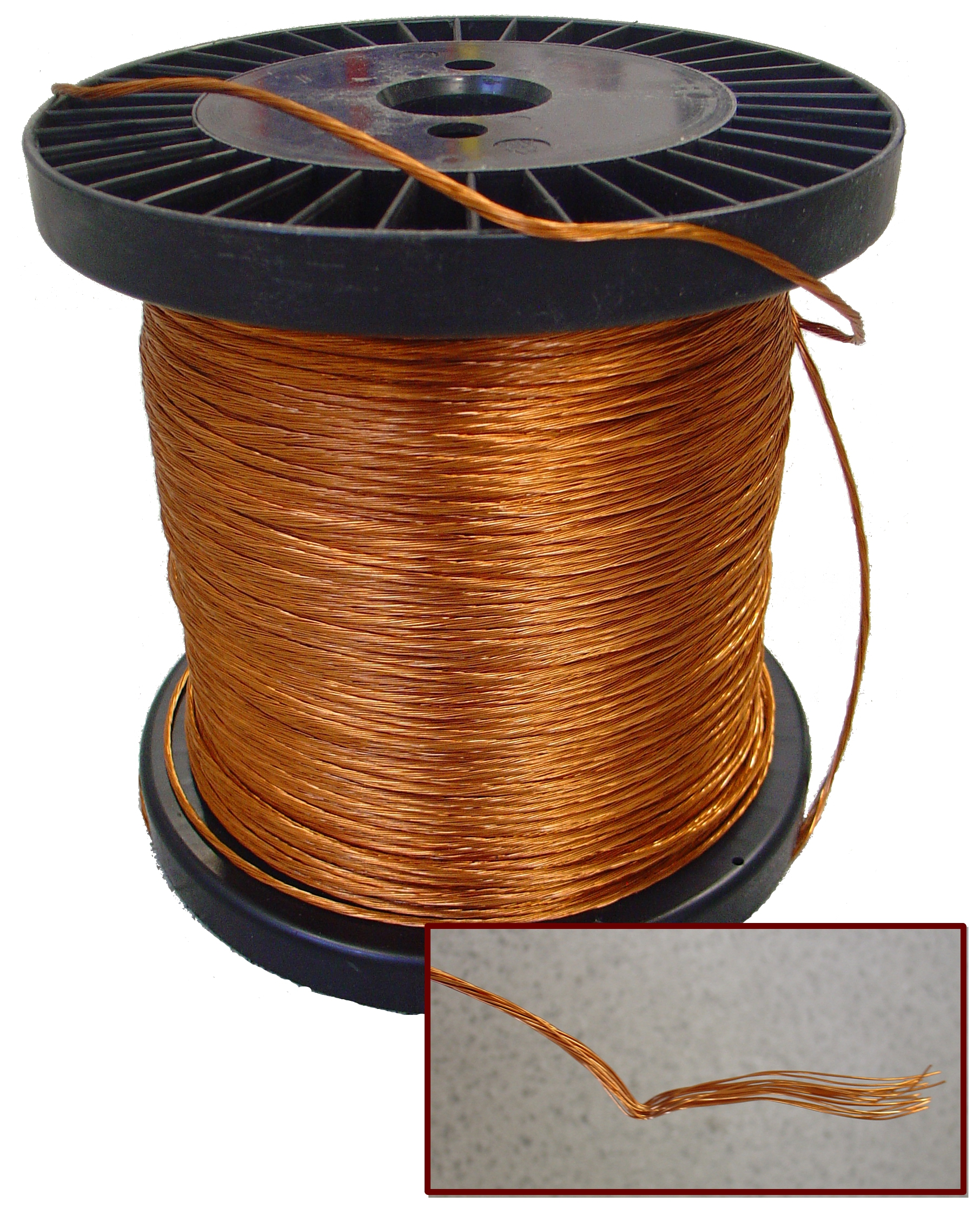
Bobina i vista en detall de fil de Litz sense recobriment

El fil de Litz té l'origen del seu nom en la paraula alemanya Litzendraht, que vol dir literalment fil trenat. Consisteix en un conductor compost alhora per diversos fils, aïllats individualment i trenats entre ells. És un conductor elèctric utilitzat en electrònica per a transportar corrent altern d'alta freqüència.
La configuració multifilar ajuda a reduir l'afectació de l'efecte pel·licular i, també, a reduir les pèrdues que se'n deriven. Quan s'utilitza un fil de Litz, els conductors individuals es connecten conjuntament, i d'aquesta manera s'aconsegueix un únic conductor multifilar, és, de fet, una connexió de cables en paral·lel. L'aïllament individual de cada fil es garanteix amb un procés d'envernissat.
El fil de Litz pot tenir diferents acabats, o bé sense recobriment o bé amb recobriment. Té la funcionalitat de mantenir el fil distribuït de forma igual al llarg de tota la seua longitud, a més de mantenir l'estructura del trenat intacta. Els materials que proveeixen aquest recobriment poden ser diversos, tals com: la seda, el cotó, el niló, el Nomex, la fibra de vidre o fins i tot algun material ceràmic.
Entre els avantatges que té la seua utilització hi destaquen:
- Reducció del factor de qualitat.
- Reducció d'espai.
- Reducció de pes.
- Reducció de la temperatura.

## Aplicacions
Les aplicacions típiques d'aquest tipus de conductor inclouen entre d'altres:
- Xocs d'alta freqüència
- Transformadors
- Convertidors de potència
- Fonts d'alimentació